# Торговля оружием
Торговля оружием —  торговля оружием, его деталями и элементами, а также военным обмундированием, в том числе (международная).  Ведётся во всём мире с древнейших времён. 
Послепродажное обслуживание (ТОиР), по оценке зарубежных экспертов, достигает  30 % объёма мирового рынка вооружений.

## История
Известно, что оружие, как охотничье, так и боевое было одним из первых видов изделий, которые стали изготовляться специализированными ремесленниками, в том числе кузнецами. Распространение изделий из бронзы, в том числе бронзовых наконечников стрел, происходило далеко за пределами мест их производства. В начале 1-го тысячелетия до н. э., в евразийских степях, на Кавказе (кобанская культура), в Средней Азии, в Элладе бронзовые наконечники стрел и копий начали входить в широкое употребление. При этом рудные месторождения меди, имеющие выход на поверхность, не многочисленны. Одним из районов, богатых медными рудами, были горы Кавказа, особенно Закавказье, где известно более четырёхсот древних месторождений меди. На базе месторождений в Закавказье в начале III тыс. до н. э. возникает собственный металлургический очаг. Уже с середины III тыс. до н. э. Кавказ снабжал своей металлургической продукцией степные племена Северного Причерноморья, Подонья и Поволжья и сохранял эту роль почти 1000 лет. Постепенное и не очень быстрое вытеснение из быта степных племён обсидиановых, кремниевых и костяных наконечников стрел произошло после того, как металлурги Кавказа освоили их массовое производство и наладили экономический обмен со степными племенами. В предскифское время преобладали двухлопастные бронзовые наконечники с ромбовидной головкой. Только в поздний (скифский) период металлические наконечники становятся обычным и массовым изделием. Причём такой массовости Древний Восток не знал. Наконечники стрел в тот период также изготавливали и местные мастера, они поставлялись из греческих городов Северного Причерноморья. 
Появление античных государств сопровождалось в том числе и дальнейшим распространением торговли оружием. По мере роста экономической специализации населения и расширения разделения труда самостоятельное изготовление оружия окончательно ушло в прошлое. Так, в Древнем Риме большая часть налоговых и иных поступлений, получавшихся имперским правительством, уходила на военные расходы. Например, в 150 г. они составляли приблизительно 80 % имперского бюджета. 
Наряду с расходами на выплаты военным, обеспечением их пищей и логистикой часть затрачиваемых сумм уходила на централизованные закупки оружия. Хотя сами римские солдаты оплачивали (в том числе в рассрочку) приобретение базового комплекта личного вооружения из собственных средств, государство или отдельные полководцы в республиканский период производили его централизованные закупки. Кроме того, военные могли приобретать для себя и более дорогие предметы вооружения. Такие закупки проводились индивидуально у частного производителя и становились частью солдатского военного пекулия (peculium castrense). Кроме личного вооружения солдат, римской армии были необходимы боеприпасы (стрелы, пилумы), а также осадная техника и снаряжение к ней. Всё это закупалось централизованно, как правило, у римских же производителей. Таким образом, внутренняя торговля оружием обеспечивала существенную часть римского товарного производства. 
Во времена Средневековья с его многочисленными войнами хорошее оружие и доспехи ценились на весь золота.  
Сарацинские мастерские Сицилии и мавританские в Испании отправляли в IX веке свои непревзойденные клинки в Европу в огромных количествах. Позже, в XI веке, начался значительный ввоз оружия из Дамаска через Византию в Венецию, а также из Индии через Геную. Особо ценилась мечи и кинжалы, изготовленные из дамасской стали (булат), привозившиеся с Ближнего Востока и Индии. Флоренция, как и Венеция, славилась не масштабом оружейного производства, как, например, Брешия; она была знаменита своим парадным оружием. 

Оружие дамасской стали привозилось и на Русь. 
Первые оружейники стремились окутать свои методы завесой глубочайшей секретности. 
После колонизации Америки начались поставки европейского оружия и туда, индейским племенам.
СССР, как и США, поставлял своё оружие по всему миру, особенно в страны третьего мира (в т. ч. и как «братскую помощь»).
см. История оружия

### Современность

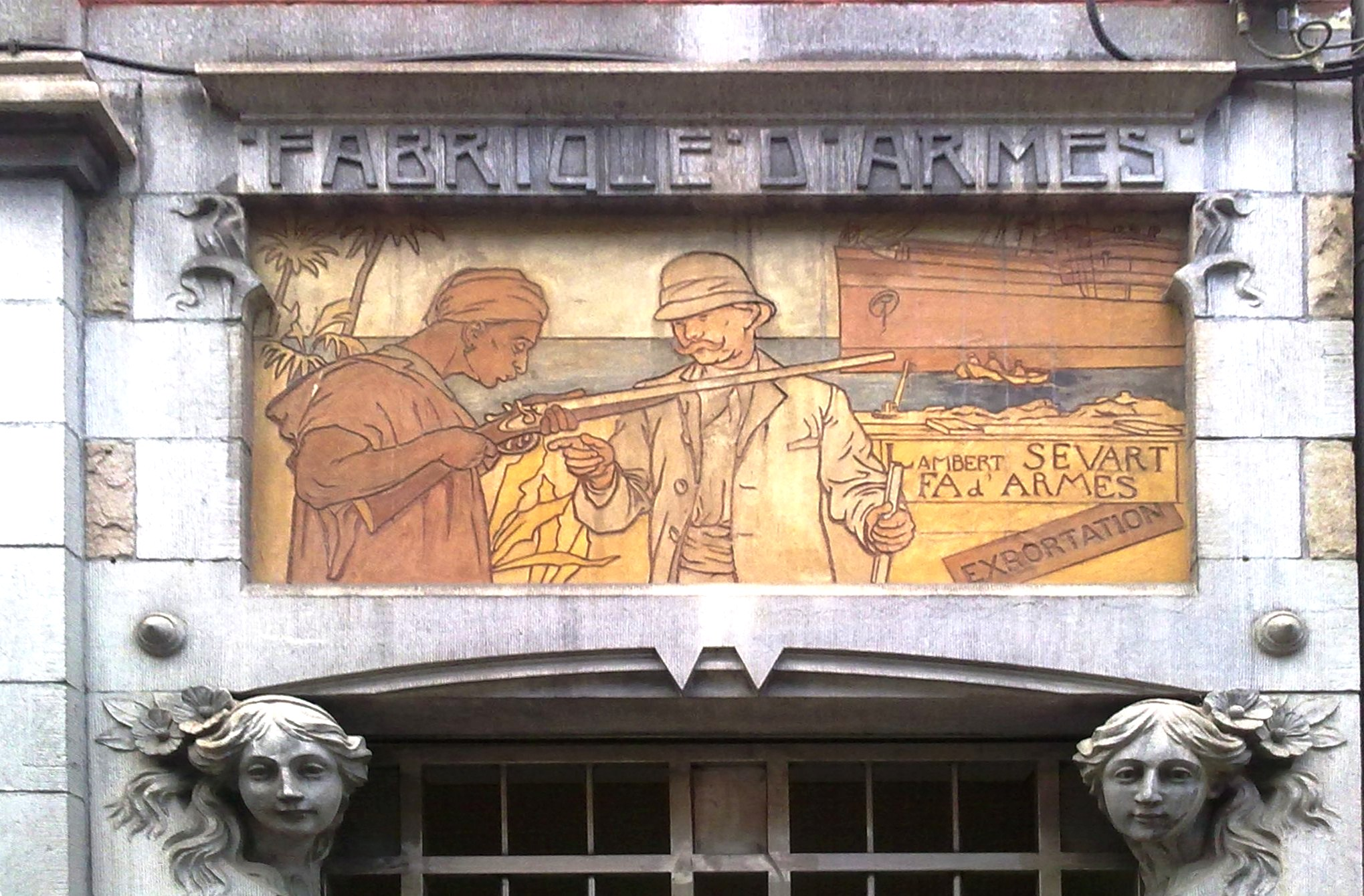
Граффити перед входом в оружейную мануфактуру Lambert Sevart, Льеж, Бельгия (начало XX века)

В XXI веке в пятерку лидеров по объёмам экспорта вооружений входят США (последние пять лет (по 2019) США поставляли оружие как минимум в 98 стран), Россия, Франция, Германия и Китай (эти пять государств занимают порядка 75 % мирового рынка).
Крупнейший импортер региона (Ближний Восток) и всего мира — Саудовская Аравия.
За 2008—2012 гг. объёмы оружейного экспорта и импорта возросли на 30 % (с 56,5 до 73,5 млрд долларов).
В 2015—2019 гг. объём мировых продаж оружия увеличился на 5,5 %, относительно предыдущих пяти лет (за пять лет (2014—2019) торговля оружием в мире выросла на 7,8 % по сравнению с 2009—2013 годами), наибольший рост показали США (23 %) и Франция (72 %); объём российского экспорта вооружений резко снизился из-за сокращения поставок в Индию.
В 2017–2021 гг. объем международных поставок вооружений незначительно сократился (–4,6 %) по сравнению с 2012–16 гг. Однако
экспорт вооружений из США и Франции существенно увеличился, равно как и импорт в страны Европы (+19 %), Восточной Азии (+20 %) и Океании (+59 %); объем поставок вооружений в страны Ближего Востока оставался на высоком уровне, в то время как объем поставок в Африку и в страны Северной и Южной Америки сократился.
В 2021 году совокупный объём продаж 100 крупнейших оборонных компаний мира достиг 563 млрд долл., что на 2 % выше, чем в предыдущем году; рост продаж наблюдается седьмой год подряд, однако эту тенденцию замедляют последствия пандемии коронавируса.  США оказались единственным регионом мира, где в 2021 году по сравнению с предыдущим годом произошло сокращение объёма продаж, причина кроется в высокой инфляции.
по странам:
- США: лидер по объёмам экспорта вооружений[17]; в 1976 году Конгресс США усилил закон 1968 года об экспорте оружия и переименовал его в Закон о контроле за экспортом оружия (Arms Export Control Act)[18]. В 2023 году продажи американского вооружения достигли рекордного уровня в 238 млрд долларов (на 16 % больше, чем в 2022 году)[19].
- Германия: экспорт вооружений составляет 0,26 % ВВП страны. В 2018 году Германия экспортировала вооружений на 4,8 млрд евро; основные поставки (52,9 %) осуществлялись в страны, не входящие в Евросоюз и НАТО. Основной принцип немецкого экспорта вооружений — не поставлять его в кризисные зоны.[20]
- Израиль: один из крупнейших в мире экспортёров вооружений (см. ВПК Израиля)
- Россия: см. Рособоронэкспорт[21]. По данным Федеральной службы по военно-техническому сотрудничеству РФ, в 2023 объём экспортных оружейных контрактов страны не снижается и составляет 50-55 млрд долларов[22].
- Франция: в 2015 году был рекордным по объему экспорта вооружений — 16,9 млрд евро; в 2022 году страна экспортировала вооружений на рекордную для страны сумму в 27 млрд евро, что почти в 2,5 раза больше показателей 2021 года (11,7 млрд €)[23].
- Белоруссия: см. Экспорт военной продукции Белоруссии
- Украина, до недавнего входившая в пятерку главных поставщиков в мире, сейчас (2018 год) не входит даже в десятку (за последние пять лет экспортная доля украинского вооружения на мировом рынке упала на 47 %).[24]

См. также: 
Правила международной торговли оружием США (International Traffic in Arms Regulations, ITAR)
Международный договор о торговле оружием, под эгидой ООН
Контроль экспорта (Export control).
Выставки: см. Категория:Оружейные выставочные мероприятия

## Торговля гражданским оружием
см. Гражданское оружие
- en:Gun TV

также: Торговля лёгкими вооружениями en:Small arms trade (см. Стрелковое оружие и лёгкие вооружения)

## Нелегальная торговля оружием

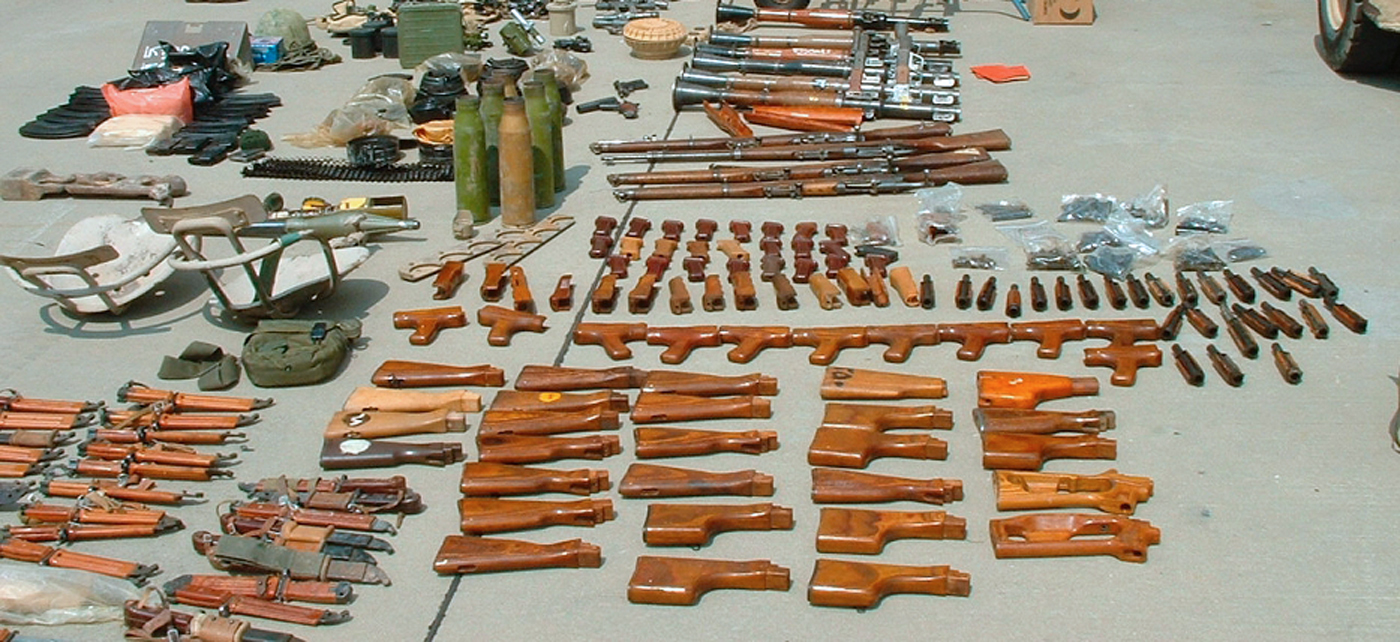
Конфискованная контрабандная партия оружия

- Незаконная торговля оружием — преступная деятельность, одно из проявлений «чёрного рынка», осуществляется как в пределах границ той или иной страны, так и на международном уровне. Международный нелегальный рынок оружия можно разделить на собственно криминальный («чёрный»), и квазикриминальный («серый»). В первом случае осуществляется незаконная продажа преимущественно стрелкового оружия, малыми партиями. Во втором случае осуществляются незаконные поставки крупных партий стрелкового оружия, а также поставки тяжёлого вооружения, за которыми стоит легальный оружейный бизнес, а нередко и государственные органы.
- Контрабанда оружия (см. Контрабанда)

## В произведениях культуры
Кинематограф:
- х/ф Парни со стволами (США, 2016)
- х/ф Оружейный барон (США, 2005)